# Edwin L. Mechem
Edwin Leard Mechem, född 2 juli 1912 i Alamogordo, död 27 november 2002 i Albuquerque, var en amerikansk republikansk politiker. Han var guvernör i delstaten New Mexico 1951-1955, 1957-1959 och 1961-1962 samt ledamot av USA:s senat 1962-1964.
Mechem avlade 1939 juristexamen vid University of Arkansas. Han arbetade som advokat först i Las Cruces, senare i Albuquerque. Han var en FBI-agent 1942-1945. Han var ledamot av New Mexico House of Representatives, underhuset i delstatens lagstiftande församling, 1947-1948.
Senator Dennis Chavez avled 1962 och Mechem blev utnämnd till senaten. Han kandiderade 1964 till omval men förlorade mot Joseph Montoya. I senaten röstade Mechem emot 1964 års Civil Rights Act, lagen om medborgarrättigheter. Han arbetade som domare i en federal domstol från 1970 fram till sin död.
Hans farbror Merritt C. Mechem var guvernör i New Mexico 1921-1923.